# آود هيفرلي لوفين
نادي آود هيفرلي لوفين (بالهولندية: Oud-Heverlee Leuven) نادي كرة قدم بلجيكي يلعب في دوري الدرجة الأولى ( الممتاز ). تم تأسيس النادي في عام 1957.

## وصلات خارجية
- Oud-Heverlee Leuven